# Arbore, Suceava
Arbore (în germană: Arbora) este satul de reședință al comunei cu același nume din județul Suceava, Bucovina, România. Satul este învecinat de orașul Solca la vest, Iaslovăț la est, Clit și Bodnăreni la nord și Cajvana la sud. Drumul județean 2K de la Solca la Milișăuți trece prin centrul satului. Dominat de dealuri domoale si resturi de paduri, intregul peisaj se profileaza pe fundalul Obcinelor Bucovinei ce delimiteaza zona la vest.

## Istoric
Numele așezării este dat de stăpânul locului, hatmanul Luca Arbore, portar al Sucevii la 1486, în timpul domniei lui Ștefan cel Mare, acesta distingându-se la apărarea cetății asediate de polonezi la 1497. Deși Luca Arbore rămâne un sfetnic de seama pentru urmașii domnitorului, este învinuit de trădare de Ștefăniță Vodă (proaspat instalat domn la numai 11 ani) și executat la 1523, împreună cu 2 fii, Toader și Nichita. (Sursa: "ARBORE - istorie, arta, restaurare - Corina Popa, Oliviu Boldura").
În 1502, Luca Arbore a construit aici biserica, astăzi monument UNESCO.
Primele date documentate în legatură cu populația satului Arbore aparțin recensamantului austriac de la 1774, care arată că în sat trăiau 72 de familii, insumand aproximativ 350 de persoane. (Sursa: "Ortgeschichten aus der Bukowina - Willi Kosiul").
În anul 1912 a fost construită și o biserică evanghelică, care să servească minoritatea germană.
Deși primii coloniști germani au sosit aici încă din anul 1787 (din Hessen, Pfalz și Baden Würtenberg), populația a rămas una majoritar românească în perioada ocupației austriece. 
În 1940 populația era de aproximativ 6000 locuitori cu o minoritate germană de 10% (152 familii) - Sursa: "Ortgeschichten aus der Bukowina - Willi Kosiul".

## Obiective turistice
- Biserica Arbore - monument istoric din patrimoniul mondial UNESCO; a fost ctitorită în 1502, în timpul domniei lui Ștefan cel Mare, de către pârcălabul Luca Arbure
- Biserica romano-catolică din Arbore - construită în 1902
- Biserica evanghelică din Arbore - construită în 1912
- Muzeul sătesc înființat de țăranul autodidact Toader Hrib în 1966

## Personalități
- Radu Mironovici (1899-1979) - politician, membru fondator al Mișcării Legionare
- Stelian Gruia (1933-1996) - scriitor și traducător
- Gheorghe Cozorici (1933-1993) - actor de teatru și film
- Marcel Iliese (1964-2022) - pilot (militar și de linie), instructor de zbor

## Imagini

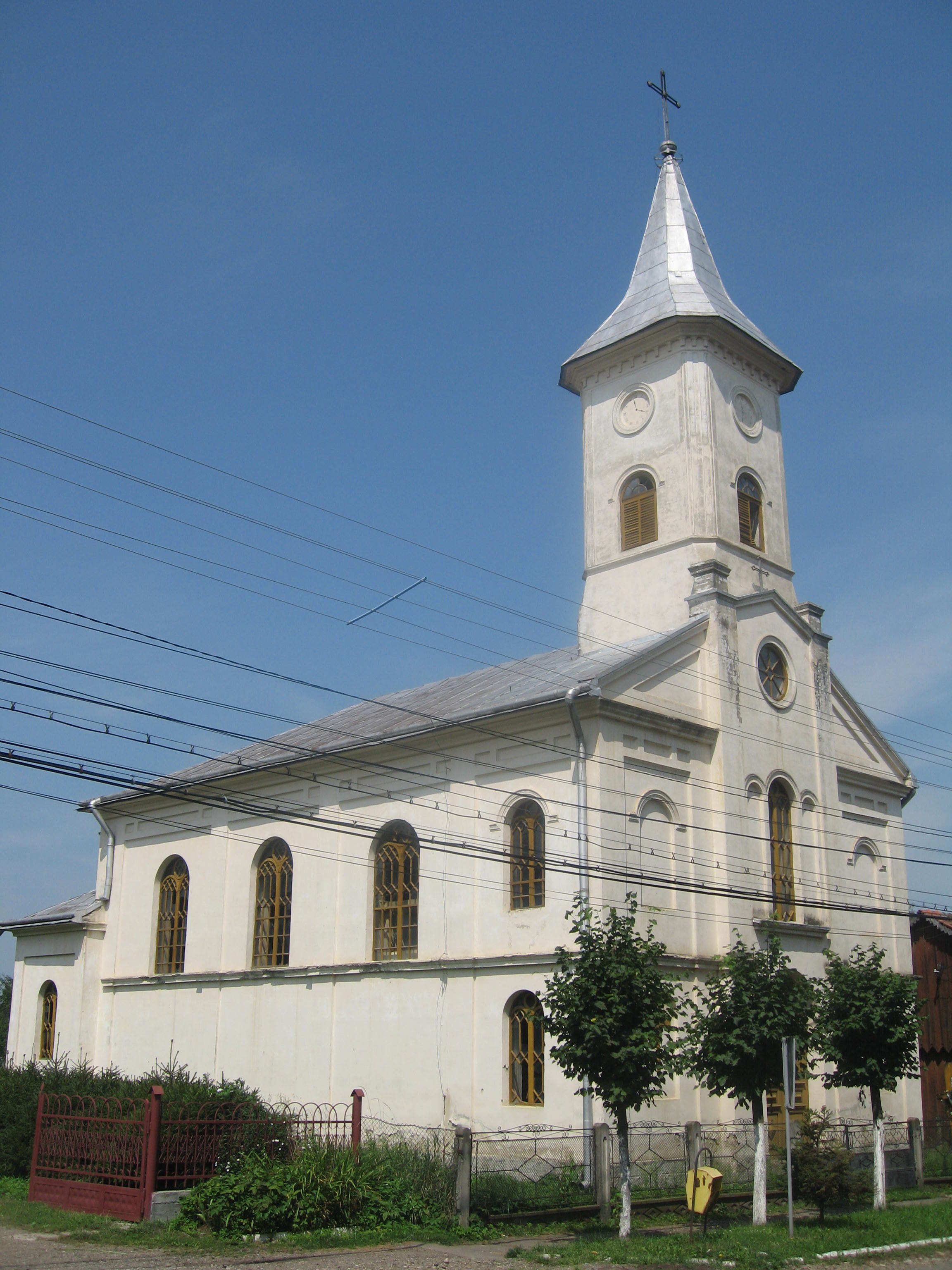
Biserica romano-catolică din Arbore
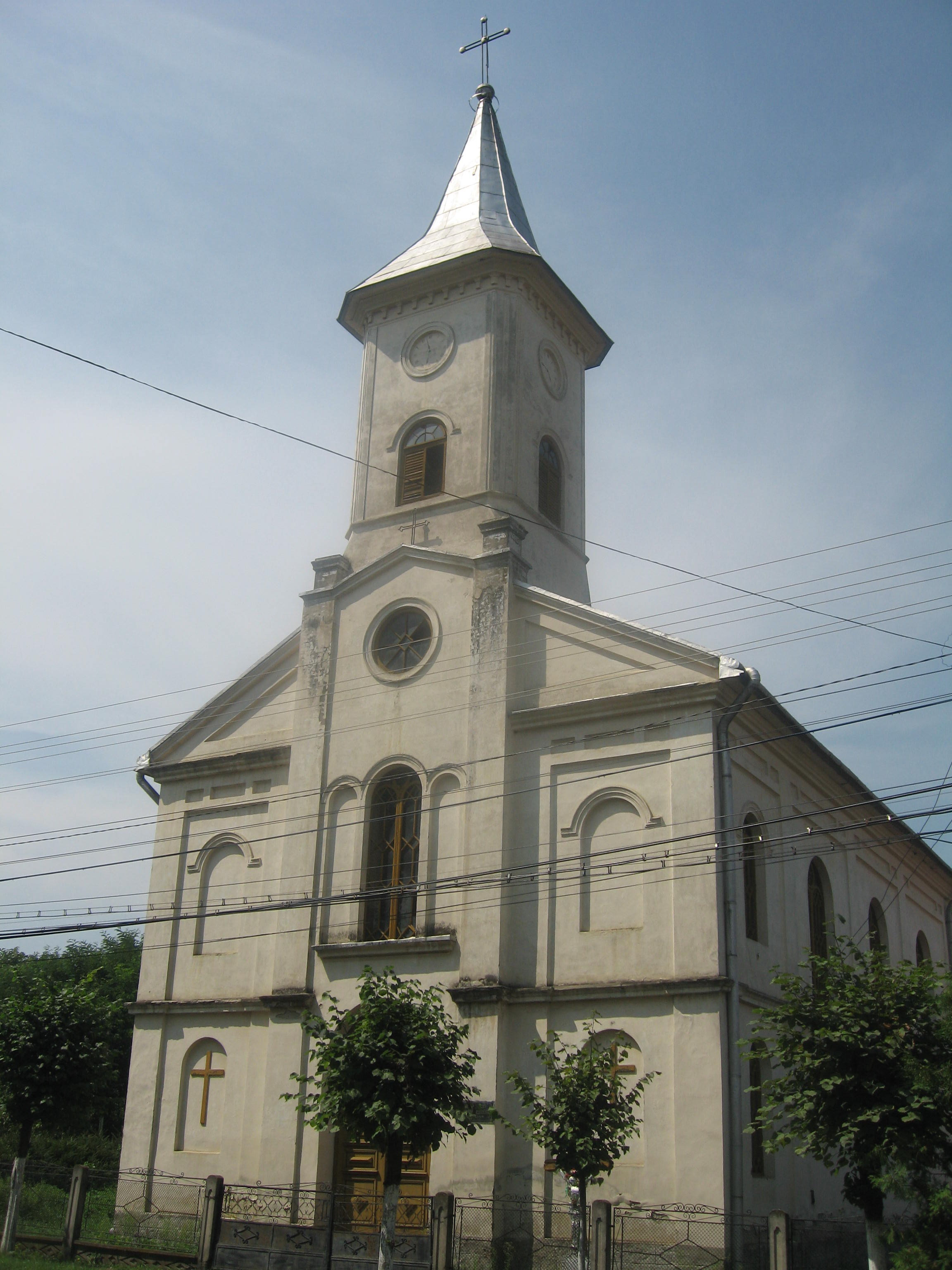
Biserica romano-catolică din Arbore
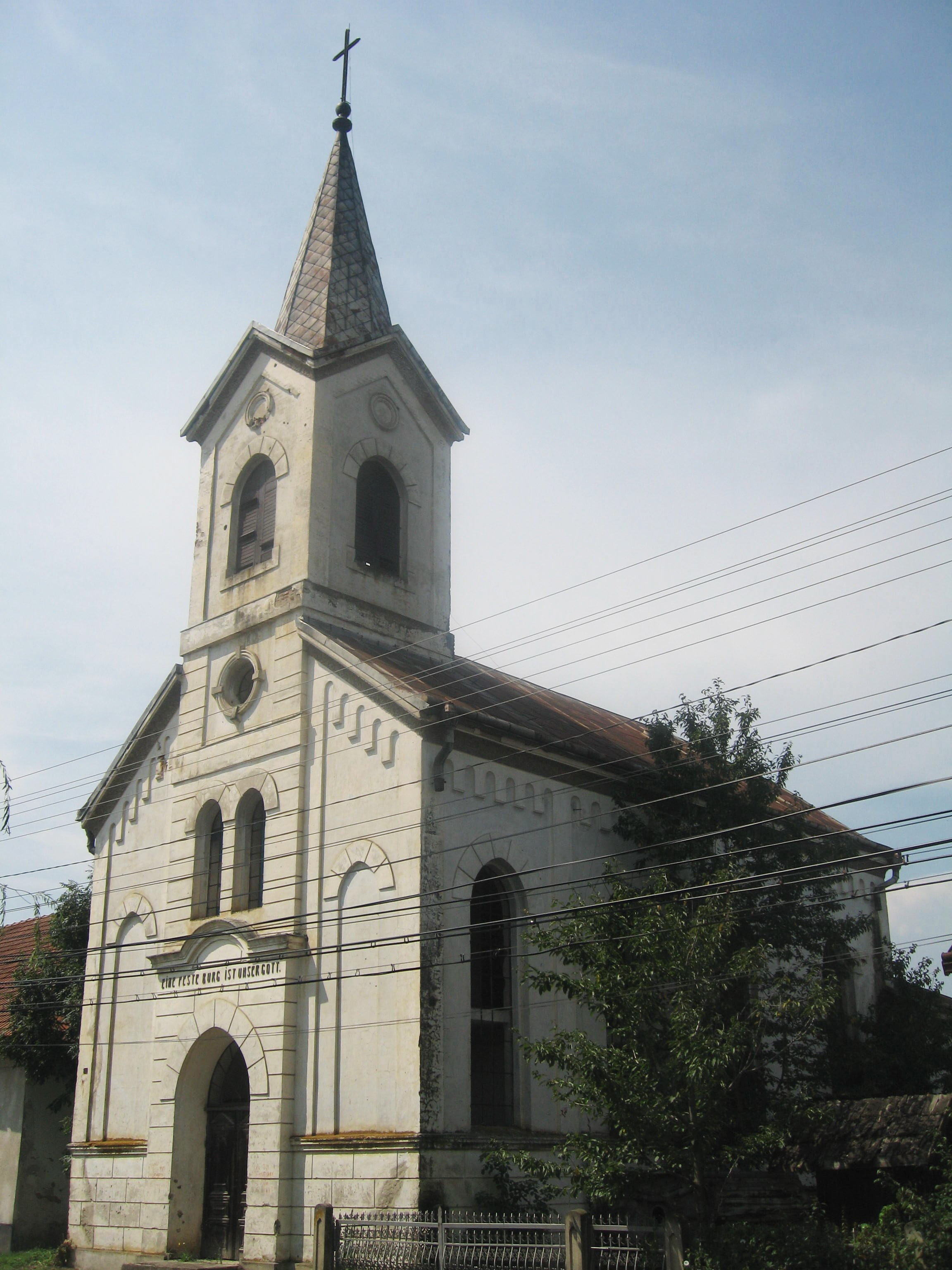
Biserica evanghelică din Arbore
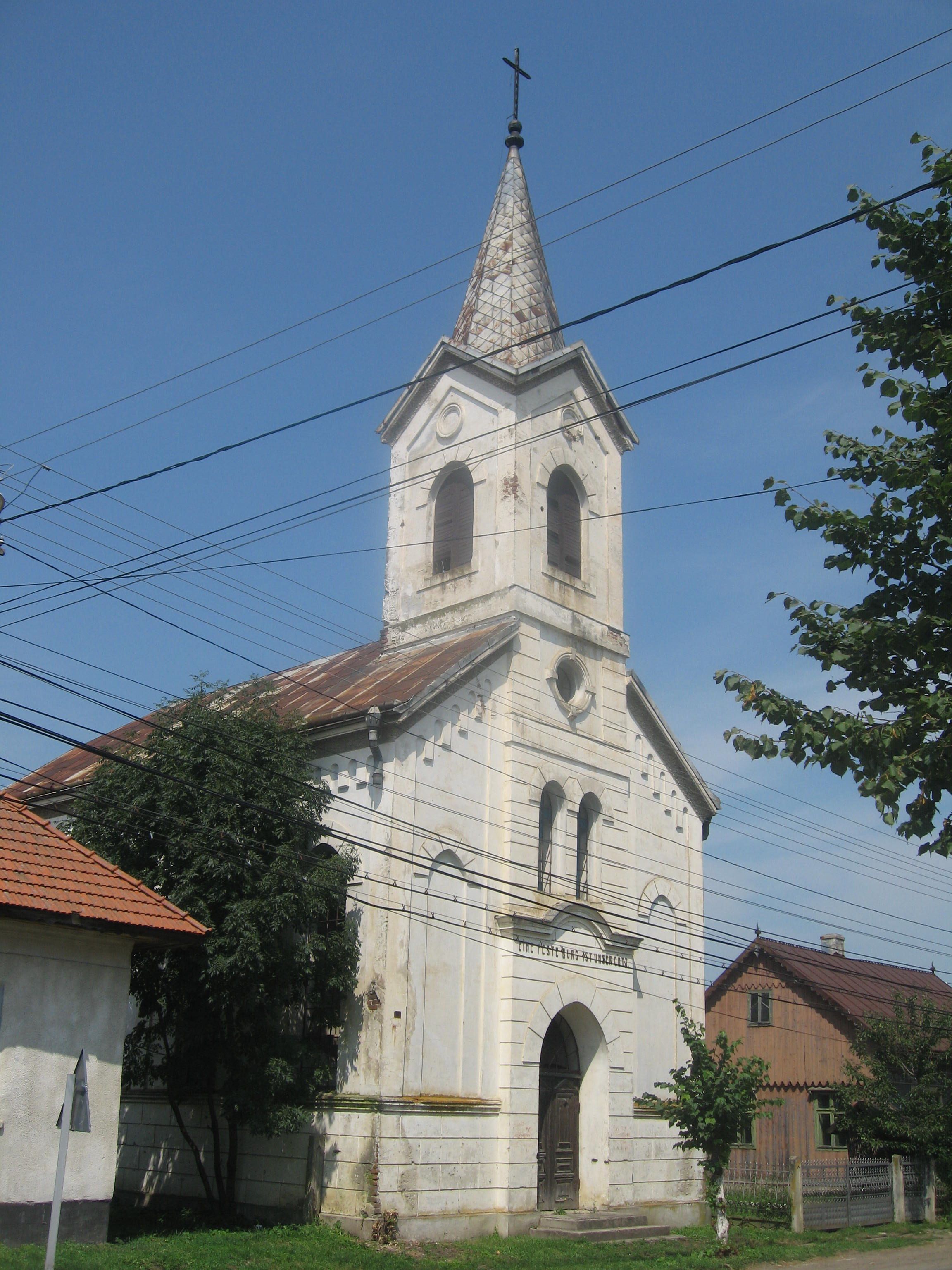
Biserica evanghelică din Arbore

 Acest articol despre o localitate din județul Suceava este deocamdată un ciot. Puteți ajuta Wikipedia prin completarea lui.